# Ormeøgler
Ormeøgler (Amphisbaenia) er en særpræget gruppe af krybdyr, som i levevis og kropsbygning skiller sig meget fra sine slægtninge øgler og slanger. Kropsbygningen viser en række tilpasninger til et underjordisk levevis, og de fleste arter er helt lemme løse. De fleste ormeøgler har lange, slanke, cylindriske kroppe med ekstremt korte og ofte afstumpede haler. 
Ormeøglerne blev tidligere anset for at høre til en familie inden for øglerne. I dag mener man dog, at de er forskellige nok til, at de skal placeres i en selvstændig gruppe (underordenen Amphisbaenia) adskilt fra slanger og øgler. 